# Quadrula
Quadrula é um género de bivalve da família Unionidae.
Este género contém as seguintes espécies:
- Quadrula asperata
- Quadrula couchiana
- Quadrula fragosa
- Quadrula houstonensis
- Quadrula intermedia
- Quadrula quadrula
- Quadrula refulgens
- Quadrula rumphiana
- Quadrula stapes
- Quadrula tuberosa